# Ray Charles (album)
Pour les articles homonymes, voir Ray Charles.
Albums de Ray Charles
The Great Ray Charles
(1957)
Ray Charles est le premier album de l'auteur-compositeur-interprète rhythm and blues américain Ray Charles, sorti en 1957 chez Atlantic Records, et réédité en 1962 sous le nom Hallelujah I Love Her So.

## Histoire
Ce premier album intègre plusieurs premiers tubes singles de Ray Charles des années précédentes, des débuts de sa carrière, dont Mess Around (1953), A Fool for You (1955), This Little Girl of Mine (1955), I Got a Woman (1954), Drown in My Own Tears (1956), et Hallelujah I Love Her So (1956)...

## Liste des titres
Toutes les chansons ont été écrites par Ray Charles, sauf indication contraire.
1. Ain't That Love – 2:51
2. Drown in My Own Tears (Henry Glover) – 3:21
3. Come Back Baby (en) – 3:06
4. Sinner's Prayer (Lloyd Glenn, Lowell Fulson) – 3:24
5. Funny (But I Still Love You) – 3:15
6. Losing Hand (Charles E. Calhoun) – 3:14
7. A Fool for You – 3:03
8. Hallelujah I Love Her So – 2:35
9. Mess Around (Ahmet Ertegün) – 2:42
10. This Little Girl of Mine – 2:33
11. Mary Ann (Ray Charles song) (en) – 2:48
12. Greenbacks (Renald Richard) – 2:52
13. Don't You Know – 2:57
14. I Got a Woman (Charles, Richard) – 2:54

## Personnel
- Ray Charles - chant, piano
- The Ray Charles Orchestra - big band jazz
- Jerry Wexler - producteur